# Tirreno-Adriático 1991
La XXVI edición del Tirreno-Adriático se disputó entre el 13 y el 20 de marzo de 1991 con un recorrido de 1.166 kilómetros con salida en Pompeya y llegada a San Benedetto del Tronto. El ganador de la carrera fue el español Herminio Díaz Zabala del ONCE.

## Etapas
| Etapa | Fecha       | Recorrido                             | km    | Ganador           | Líder                |
| ----- | ----------- | ------------------------------------- | ----- | ----------------- | -------------------- |
| 1ª    | 13 de marzo | Pompeia - Ottaviano                   | 185,0 | Federico Ghiotto  | Federico Ghiotto     |
| 2ª    | 14 de marzo | Maddaloni - Frosinone                 | 206,0 | Pascal Richard    | Federico Ghiotto     |
| 3ª    | 15 de marzo | Cerro al Volturno - Fossacesia        | 169,2 | Dmitri Konyshev   | Federico Ghiotto     |
| 4ª    | 16 de marzo | Fossacesia - Chiaravalle              | 220,0 | Silvio Martinello | Federico Ghiotto     |
| 5ª    | 17 de marzo | Montegranaro - Osimo                  | 154,5 | Gerard Rue        | Federico Ghiotto     |
| 6ª    | 18 de marzo | Osimo - Monte Urano                   | 176,0 | Dirk de Wolf      | Federico Ghiotto     |
| 7ª    | 19 de marzo | Grottammare - Ancarano                | 188,0 | Jesper Skibby     | Federico Ghiotto     |
| 8ª    | 20 de marzo | S.B del Tronto - S.B del Tronto (CRI) | 18,3  | Erik Breukink     | Herminio Díaz Zabala |

## Clasificaciones finales

### General
| Posición | Ciclista             | Equipo             | Tiempo      |
| -------- | -------------------- | ------------------ | ----------- |
| 1        | Herminio Díaz Zabala | ONCE               | 35h 12' 46" |
| 2        | Federico Ghiotto     | Ariostea           | + 4"        |
| 3        | Raúl Alcalá          | PDM                | + 52"       |
| 4        | Thomas Wegmüller     | Weinmann           | + 52"       |
| 5        | Maarten den Bakker   | PDM                | + 2' 01"    |
| 6        | Jesper Skibby        | TVM                | + 2' 45"    |
| 7        | Gerard Rue           | Helvetia-La Suisse | + 2' 45"    |
| 8        | Giuseppe Petito      | GIS Gelati-Ballan  | + 3' 22"    |
| 9        | Scott Sunderland     | TVM                | + 3' 32"    |
| 10       | Luc Leblanc          | Castorama          | + 3' 35"    |